# Богдан III Кривой
Бо́гдан III Кривой (также Слепой или Одноглазый; молд. Богдан ал III-леа чел Орб; 9 марта 1479 — 20 апреля 1517) — господарь Молдавского княжества в 1504—1517 годах. Сын Стефана III Великого и Марии Войкицы.

## Биография

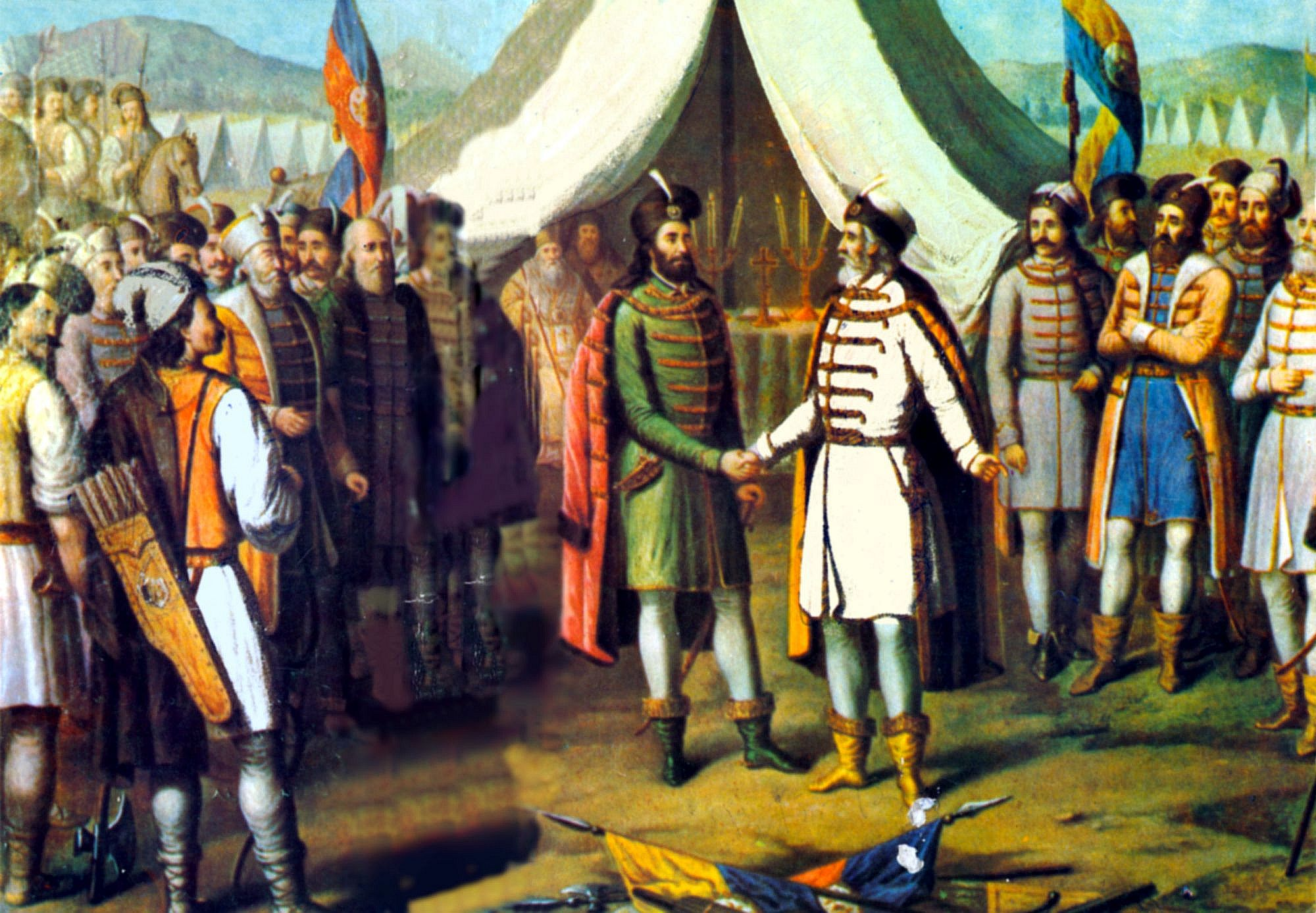
Константин Лекка, «Союз молдаван и валахов (1506 год)»

Желая упрочить своё положение, Богдан установил посольство при турецком дворе и послал послов к польскому королю Александру, прося руки его сестры Елисаветы. Мать княжны воспротивилась этому, и Богдану был послан отказ. Однако это его не смутило и, дождавшись смерти матери-королевы, Богдан вторично послал посольство с тем же предложением. Но и на этот раз последовал отказ, так как княжна знала, что Богдан был кривоглаз и нехорош собой.

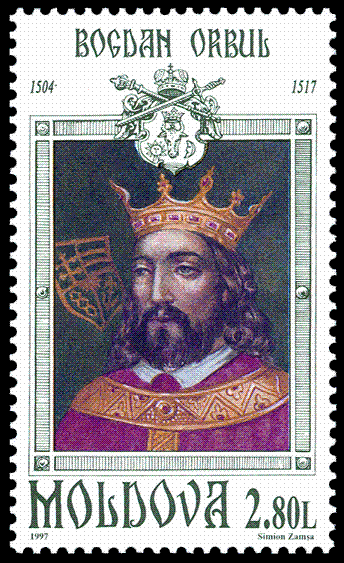
Почтовая марка Молдовы, 1997 год

Оскорбленный Богдан вторгнулся в пределы Польши и подверг разорению пограничные местности, но был вскоре отброшен с большим уроном, а взятые в плен молдавские бояре казнены в Каменце. Мир был возобновлён только при посредничестве венгерского короля. Несмотря на это, Богдан рискнул послать ещё одно посольство к польскому королю; тот, наконец, обещал выдать за него свою сестру, но при условии, что Богдан примет католическую веру и признает верховную власть польского короля. Обещание, однако же, не было исполнено, так как Александр вскоре после этого умер, а на престол вступил Сигизмунд I.
В это время Раду Великий, господарь Валахии, напал на Молдавию и разорил часть страны. Богдан немедленно собрал войско и в октябре 1507 года бросился вслед за Раду, вторгся в Валахию и принудил его просить у себя прощения. Поощрённый этим успехом, Богдан задумал отомстить и польскому королю. С этой целью он вновь собрал большое войско, 29 июня 1509 года перешёл Днестр, овладел Каменцем, бомбардировал Львов и безнаказанно вернулся. Созванная наскоро польская армия под предводительством краковского воеводы, в свою очередь, проникла в Молдавию, овладела несколькими городами и, опустошив окрестности, повернула назад. При переходе через Днестр её нагнал Богдан со своей дружиной, и после продолжительной битвы обе стороны заключили мир, по которому обещали не только не враждовать, но даже всегда помогать друг другу. И действительно, когда в 1512 году татары напали на Молдавию, Богдан обратился за помощью к польскому королю и тот прислал большое войско, при помощи которого враги были прогнаны из страны.
В 1514 году Богдан из-за опасности новых татарских набегов был вынужден нормализовать отношения с Портой и платить ежегодную дань. Богдан III Кривой умер 20 апреля 1517 года и погребён в монастырской церкви в Путне.